# Martín Alberto García
Martín Alberto García es un extenista argentino nacido en la ciudad de Buenos Aires el 2 de mayo de 1977. 
De joven se especializó en la modalidad de dobles, en la que logró 8 títulos de ATP en 15 finales disputadas. Alcanzó su máxima posición en el ranking de dobles de la ATP en el 2001 al ocupar el 21..eɽ puesto. Franco Davín lo incluyó en el equipo argentino de Copa Davis en 2 oportunidades en el año 2000 y 1 participación en el 2001 teniendo un récord de 2-1 en dobles y 0-1 en singles. Fue entrenado por grandes entrenadores de la talla de Horacio de la Peña, Hernán Gumy, Pablo Martin y Gabriel Markus. Tuvo el honor de formar parte del Consejo de Jugadores de la ATP presidido por Roger Federer y vicepresidido por Rafael Nadal junto a 8 jugadores más desde el año 2006 siendo reelegido por sus pares por 2 años más a partir del 2008. Entre sus mejores victorias se incluyen triunfos sobre: Roger Federer, Rafael Nadal, Novak Djokovic, Andre Agassi, Andy Roddick y Bob & Mike Bryan entre otros.
Actualmente reside en Miami, donde es Director de Desarrollo de Jugadores en Canas Tennis Academy (www.canastennisacademy.com). La academia está situada en el Crandon Park Tennis Center en Key Biscayne, lugar sede del ATP Sony Ericsson Open. Su curriculum como entrenador incluye a destacados jugadores como el ex N.º 3 ATP Guillermo Coria y ex Nº10 en singles y ex N.º 1 en dobles WTA Paola Suárez con quien formó parte de la Delegación Argentina en los Juegos Olímpicos de Londres 2012.

## Torneos ATP (8)

### Dobles (8)

#### Títulos
| Leyenda                |
| Grand Slam (0)         |
| Tennis Masters Cup (0) |
| ATP Masters Series (0) |
| ATP Tour (8)           |

| N.º | Fecha                    | Torneo       | Superficie    | Pareja           | Oponentes en la final                 | Resultado      |
| --- | ------------------------ | ------------ | ------------- | ---------------- | ------------------------------------- | -------------- |
| 1.  | 23 de agosto de 1999     | Boston       | Dura          | Guillermo Cañas  | Marius Barnard T.J. Middleton         | 5-7 7-6(2) 6-3 |
| 2.  | 27 de septiembre de 1999 | Bucarest     | Tierra batida | Lucas Arnold Ker | Marc-Kevin Goellner Francisco Montana | 6-3 2-6 6-3    |
| 3.  | 25 de septiembre de 2000 | Palermo      | Tierra batida | Tomás Carbonell  | Pablo Albano Marc-Kevin Goellner      | walkover       |
| 4.  | 18 de julio de 2005      | Amersfoort   | Tierra batida | Luis Horna       | Fernando González Nicolás Massú       | 6-4 6-4        |
| 5.  | 26 de septiembre de 2005 | Palermo      | Tierra batida | Mariano Hood     | Mariusz Fyrstenberg Marcin Matkowski  | 6-2 6-3        |
| 6.  | 25 de septiembre de 2006 | Palermo      | Tierra batida | Luis Horna       | Mariusz Fyrstenberg Marcin Matkowski  | 7-6(1) 7-6(2)  |
| 7.  | 19 de febrero de 2007    | Buenos Aires | Tierra batida | Sebastián Prieto | Albert Montañés Rubén Ramírez Hidalgo | 6-4 6-2        |
| 8.  | 31 de diciembre de 2007  | Adelaida     | Dura          | Marcelo Melo     | Chris Guccione Robert Smeets          | 6-3 3-6 10-7   |

### Finalista en dobles (14)
| N.º | Fecha                    | Torneo     | Superficie    | Pareja           | Oponentes en la final                | Resultado          |
| --- | ------------------------ | ---------- | ------------- | ---------------- | ------------------------------------ | ------------------ |
| 1.  | 8 de enero de 2001       | Auckland   | Dura          | David Adams      | Marius Barnard Jim Thomas            | 6-7(10) 4-6        |
| 2.  | 26 de febrero de 2001    | Acapulco   | Tierra batida | David Adams      | Donald Johnson Gustavo Kuerten       | 3-6 6-7(5)         |
| 3.  | 7 de enero de 2002       | Auckland   | Dura          | Cyril Suk        | Jonas Björkman Todd Woodbridge       | 6-7(5) 6-7(7)      |
| 4.  | 8 de abril de 2002       | Casablanca | Tierra batida | Luis Lobo        | Stephen Huss Myles Wakefield         | 2-6 4-6            |
| 5.  | 19 de julio de 2004      | Kitzbühel  | Tierra batida | Lucas Arnold Ker | František Čermák Leoš Friedl         | 3-6 5-7            |
| 6.  | 9 de agosto de 2004      | Sopot      | Tierra batida | Sebastián Prieto | František Čermák Leoš Friedl         | 2-6 6-2 3-6        |
| 7.  | 4 de abril de 2005       | Casablanca | Tierra batida | Luis Horna       | František Čermák Leoš Friedl         | 4-6 3-6            |
| 8.  | 18 de abril de 2005      | Houston    | Tierra batida | Luis Horna       | Mark Knowles Daniel Nestor           | 3-6 4-6            |
| 9.  | 31 de julio de 2006      | Sopot      | Tierra batida | Sebastián Prieto | František Čermák Leoš Friedl         | 3-6 5-7            |
| 10. | 11 de septiembre de 2006 | Bucarest   | Tierra batida | Luis Horna       | Mariusz Fyrstenberg Marcin Matkowski | 6-7(5) 7-6(5) 8-10 |
| 11. | 29 de abril de 2007      | Estoril    | Tierra batida | Sebastián Prieto | Marcelo Melo André Sá                | 3-6 6-2 6-10       |
| 12. | 9 de julio de 2007       | Båstad     | Tierra batida | Sebastián Prieto | Simon Aspelin Julian Knowle          | 2-6 4-6            |
| 13. | 30 de julio de 2007      | Sopot      | Tierra batida | Sebastián Prieto | Mariusz Fyrstenberg Marcin Matkowski | 1-6 1-6            |
| 14. | 10 de septiembre de 2007 | Bucarest   | Tierra batida | Sebastián Prieto | Oliver Marach Michal Mertiňák        | 6-7(2) 6-7(10)     |